# Королець сіроволий
Королець сіроволий (Poecilodryas superciliosa) — вид горобцеподібних птахів родини тоутоваєвих (Petroicidae). Ендемік Австралії.

## Опис
Сіроволий королець досить схожий на рудобокого корольця (в минулому рудобокий королець був підвидом сіроволого корольця). Забарвлення чорно-біле. Верхня частина тіла оливково-коричнева. Від ока до дзьоба іде чорна смуга, над очима характерні білі "брови". Груди світло-сірі, живіт білий. На крилах білі плями. Дзьоб чорний, очі карі.

## Поширення
Сіроволий королець є ендеміком штату Квінсленд в Австралії. Він поширений від півострова Кейп-Йорк до річки Бердекін на півдні

## Раціон
Сіроволий королець- це комахоїдний птах, що шукає здобич в підліску або на землі.

## Розмноження
Сезон розмноження триває з вересня по лютий. Протягом сезону може вилупитися один або два виводки пташенят. Гніздо невелике, чашоподібної форми, зроблене з сухої трави і кори. В кладці зазвичай два яйця розміром 20x15 мм, кремового або блакитнувато-зеленого кольору з темними плямками.